# الفترة الانتقالية الفرنسية والبريطانية في جزر الهند الشرقية الهولندية
الفترة الانتقالية الفرنسية والبريطانية في جزر الهند الشرقية الهولندية هي فترة قصيرة نسبيًا من الحكم الفرنسي تلتها فترة من الحكم البريطاني على جزر الهند الشرقية الهولندية، وحدثت بين عامي 1806 و1815. حكم الفرنسيون بين عامي 1806 و1811. واستولى البريطانيون على الحكم في الفترة من 1811 حتى 1815، ثم عادت السيطرة إلى الهولنديين عام 1815.
أدى سقوط الحكم الهولندي وانتقال السيطرة إلى الإمبراطورية الفرنسية وحل شركة الهند الشرقية الهولندية إلى بعض التغييرات العميقة في الإدارة الاستعمارية الأوروبية لجزر الهند الشرقية، مع خوض إحدى الحروب النابليونية في جاوة. شهدت هذه الفترة، التي استمرت نحو عقد من الزمن، تغيرًا كبيرًا في جاوة، حيث شيدت مشاريع بنية تحتية ودفاعية قوية، أعقبتها المعارك، والإصلاح، والتغييرات الأساسية في إدارة المستعمرة.

## تمهيد
في عام 1800، أعلنت شركة الهند الشرقية الهولندية (بالهولندية: (Vereenigde Oost-Indische Compagnie، واختصارًا: VOC) عن إفلاسها وتأميمها من قبل الحكومة الهولندية. ونتيجة لذلك، جرى تأميم أصولها، والتي شملت الموانئ والمخازن والتحصينات والمستوطنات والأراضي والمزارع في جزر الهند الشرقية كمستعمرة تابعة لهولندا، سُميت جزر الهند الشرقية الهولندية. ومقرها في باتافيا (حاليًا جاكرتا)، حكم الهولنديون معظم جاوة (باستثناء الأراضي الداخلية لسلطنتي ماتارام وبنتن)، وغزوا سومطرة الغربية الساحلية، واشتبكوا مع المستعمرات البرتغالية السابقة في ملقا، وجزر الملوك، وجنوب وشمال سيليبس في تيمور الغربية أيضًا. ومن بين هذه الممتلكات الهولندية، كانت جاوة الأكثر أهمية، حيث كان إنتاج المحاصيل النقدية والمزارع التي تسيطر عليها هولندا.
على الجانب الآخر من العالم، دمرت الحروب النابليونية أوروبا. ثم بدأت السياسات والعلاقات والديناميكيات بين الإمبراطوريات والأمم الأوروبية تتغير نتيجة للثورة والغزو، الأمر الذي أثر على مستعمراتهم في الشرق الأقصى. كانت هولندا تحت سيطرة نابليون بونابرت في عام 1806، الذي أشرف على الجمهورية الباتافية التي أصبحت الكمنولث الباتافي، ثم حُلت لتأخذ مكانها المملكة الهولندية، وهي عبارة عن مملكة دمية فرنسية يحكمها الأخ الثالث لنابليون لويس بونابرت (لودفايك نابليون). ونتيجة لذلك، جرى التعامل مع جزر الهند الشرقية خلال هذه الفترة كمستعمرة فرنسية بالوكالة، وكانت تُدار من خلال وسيط هولندي.
امتد الصراع على السلطة والتنافس بين فرنسا وبريطانيا إلى أجزاء أخرى من العالم، شملت مستعمرات الإمبراطوريتين في الأمريكيتين وأفريقيا وآسيا. منذ عام 1685، عزز البريطانيون حكمهم في بينكولين على الساحل الغربي لجزيرة سومطرة، وأقاموا أيضًا حكمهم في مضيق ملقا، وجزيرة سنغافورة، وبينانق. وحين ظهر طمع البريطانيين بالمستعمرات الهولندية في المنطقة، استعدت جزر الهند الشرقية الخاضعة للسيطرة الفرنسية للغزو البريطاني المتوقع.

## الفترة الانتقالية الفرنسية 1806-1811
في عام 1806، أرسل ملك هولندا لودفايك نابليون أحد جنرالاته - هيرمان ويليم داينديلز - ليخدم كحاكم عام لجزر الهند الشرقية ومقره في جاوة. وقد أُرسل داينديلز لتعزيز الدفاعات في جاوة ضد الغزو البريطاني المحتمل. وصل إلى مدينة باتافيا (جاكرتا حاليًا) في 5 يناير 1808 وأعفى الحاكم العام السابق ألبرتوس ويسي. أنشأ قوات جديدة، وبنى طرقًا جديدة داخل جاوة، وحسّن الإدارة الداخلية للجزيرة.
كان حكم داينديلز قاسياً وعسكرياً، في فترة استعداد المستعمرة لمواجهة التهديد البريطاني. بنى داينديلز مستشفيات وثكنات عسكرية جديدة، ومصانع أسلحة جديدة في سورابايا وسمارانغ، وكلية عسكرية جديدة في باتافيا. وهدم القلعة في باتافيا وبنى بدلًا عنها حصنًا جديدًا في ميستر كورنليس (جاتينغارا)، وحصن لودفايك في سورابايا. لكن كان إنجازه الأكثر شهرة هو بناء طريق البريد العظيم (بالإندونيسية: Jalan Raya Pos) عبر شمال جاوة من أنير إلى باناروكان. ويعد هذا الطريق الآن الطريق الرئيسي في جزيرة جاوة، ويسمى جالور بانتورا Jalur Pantura. اكتمل الطريق الذي يبلغ طوله ألف كيلومتر في عام واحد فقط، وتوفي خلال فترة إنشائه الآلاف من عمال السخرة الجاويين.
أنهى عهد الملك الكاثوليكي لودفايك في هولندا قرونًا من التمييز الديني ضد الكاثوليك في كل من هولندا وجزر الهند الشرقية. إذ كانت هولندا في السابق ترعى البروتستانتية فقط. سُمح للكاثوليك بحرية العبادة في جزر الهند الهولندية، على الرغم من أن هذا الإجراء كان مخصصًا بشكل أساسي للكاثوليك الأوروبيين، حيث حكم داينديلز تحت سلطة فرنسا النابليونية. وتعززت هذه الحرية الدينية في وقت لاحق على يد توماس رافلز.
بنى داينديلز الفرانكوفيلي المتحمس (المولع بفرنسا) قصرًا عامًا جديدًا للحاكم على هيئة نسخة مصغرة من قصر فرساي في باتافيا، وعُرف باسم قصر داينديلز أو البيت الأبيض وغالبًا ما أُشير إليه بالبيت العظيم. وهو الآن مكتب وزارة المالية الإندونيسية على الجانب الشرقي من لابانغان بانتيغ (ووترلوبلين). كما أعاد تسمية بيفلسفيلد (حقل الجاموس) إلى تشامب دو مارس (حاليًا ساحة ميرديكا). أشرف حكم داينديلز على التبني الكامل للقانون القاري في نظام قانون جزر الهند الشرقية الهولندية الاستعماري، الذي ظل محتفظًا به حتى اليوم في النظام القانوني الإندونيسي. كثيراً ما يوصف القانون الإندونيسي بأنه عضو في مجموعة «القانون المدني» أو «القاري» للأنظمة القانونية الموجودة في الدول الأوروبية مثل فرنسا وهولندا.
أظهر داينديلز موقفًا حازمًا تجاه الحكام المحليين في جاوة، ونتيجة لذلك كان الحكام مستعدين للعمل مع البريطانيين ضد الهولنديين. وأخضع سكان جاوة للعمالة القسرية (رودي). وحدثت بعض التمردات ضد هذا الأمر، مثل أعمال التمرد في كاداس بانغيران، جاوة الغربية. وكان مسؤولاً عن حل سلطنة بنتن. في عام 1808، أمر داينديلز السلطان علي الدين الثاني سلطان بنتن بنقل عاصمة السلطنة إلى أنير وتوفير العمالة لبناء ميناء جديد في أوجونغ كولون. رفض السلطان أمر داينديلز، وردًا على ذلك أمر داينديلز بغزو بنتن وتدمير قصر سوروسوان. ثم قُبض على السلطان مع عائلته في بوري إنتان واحتُجز كسجين في حصن سبيلويجك، وبعدها نفُي إلى أمبون. وفي 22 نوفمبر 1808، أعلن داينديلز من مقره في سيرانغ أن سلطنة بنتن قد أصبحت جزءًا من أراضي جزر الهند الشرقية الهولندية.